# Recopa de la Concacaf 1994
La Recopa de 1994 fue la tercera edición de la Recopa de la Concacaf. El torneo comenzó el 12 de noviembre de 1993 y culminó el 4 de diciembre de 1994.
El campeón fue el Club Necaxa que derrotó en la final al Aurora Fútbol Club de Guatemala por tres goles a cero. Los partidos de semifinales, tercer lugar y la final se disputaron en Miami.

## Equipos participantes
En cursiva los equipos debutantes en el torneo.
| País                     | Equipo                  | Vía de clasificación                     |
| ------------------------ | ----------------------- | ---------------------------------------- |
| México · 1 cupo          | Club Necaxa             | líder general de la fase regular en liga |
| Guatemala · 1 cupo       | Aurora FC               | Campeón Copa de Guatemala 1992-93        |
| Honduras 1 cupo          | Real Maya               | Campeón Copa de Honduras 1993            |
| Barbados 1 cupo          | Lambada SC              | Desconocido                              |
| El Salvador · 1 cupo     | AtléticoMarte           | Desconocido                              |
| Estados Unidos 1 cupo    | CD México               | Campeón US Open Cup 1992-93              |
| Guadalupe 1 cupo         | Olympique Morne-á-l'Eau | Campeón Copa DOM 1992                    |
| Martinica 1 cupo         | Racing Saint Joseph     | Desconocido                              |
| Nicaragua · 1 cupo       | Diriangén FC            | Desconocido                              |
| Surinam 1 cupo           | S. N. L.                | Desconocido                              |
| Trinidad y Tobago 1 cupo | Malta Caribs            | Desconocido                              |

## Ronda Preliminar
| 12 de noviembre de 1993 | Lambada | 1:0 | Racing Saint Joseph | Estadio Nacional de Barbados, Waterford |  |

| 24 de noviembre de 1993 | Racing Saint Joseph | 1:1 (Global 1:2) | Lambada          | Estadio Pierre Aliker, Fort-de-France |  |
|                         | Desconocido         |                  | Raymond Agricole |                                       |  |

## Primera ronda

### Olympique Morne-á-l'Eau - SNL
| Equipo Local Ida | Resultado      | Equipo Visitante Ida    | Ida   | Vuelta |
| ---------------- | -------------- | ----------------------- | ----- | ------ |
| S.N.L.           | 0 - 0 (4-5 p.) | Olympique Morne-á-l'Eau | 0 - 0 | 0 - 0  |

### Lambada - Malta Caribs
| 5 de diciembre de 1993 | Malta Caribs     | 1:1 | Lambada     | Estadio Nacional de Trinidad y Tobago, Puerto España |  |
|                        | Anthony Dhanoola |     | Desconocido |                                                      |  |

| 12 de diciembre de 1993 | Lambada                   | 2:1 (Global 3:2) | Malta Caribs     | Estadio Nacional de Barbados, Waterford |  |
|                         | Desconocido · Desconocido |                  | Anthony Dhanoola |                                         |  |

## Fase final
|  | Cuartos de final                | Cuartos de final                | Cuartos de final                |   |         | Semifinales    | Semifinales    | Semifinales    |  |  | Final          | Final          | Final          |
|  | 21 de noviembre - 28 de febrero | 21 de noviembre - 28 de febrero | 21 de noviembre - 28 de febrero |   |         | 2 de diciembre | 2 de diciembre | 2 de diciembre |  |  | 4 de diciembre | 4 de diciembre | 4 de diciembre |
|  |                                 |                                 |                                 |   |         |                |                |                |  |  |                |                |                |
|  | Aurora                          | 2                               | 2                               |   |         |                |                |                |  |  |                |                |                |
|  | Atlético Marte                  | 0                               | 1                               |   |         |                |                |                |  |  |                |                |                |
|  | Atlético Marte                  | 0                               | 1                               |   | Aurora  | 2              |                |                |  |  |                |                |                |
|  |                                 |                                 |                                 |   | Aurora  | 2              |                |                |  |  |                |                |                |
|  |                                 | Real Maya                       | 1                               |   |         |                |                |                |  |  |                |                |                |
|  | Real Maya                       | Real Maya                       | 1                               | 1 | 2       |                |                |                |  |  |                |                |                |
|  | Real Maya                       |                                 |                                 | 1 | 2       |                |                |                |  |  |                |                |                |
|  | Diriangén                       | 0                               | 0                               |   |         |                |                |                |  |  |                |                |                |
|  |                                 |                                 |                                 |   |         |                |                |                |  |  | Aurora         | 0              |                |
|  |                                 |                                 | Necaxa                          | 3 |         |                |                |                |  |  |                |                |                |
|  | Lambada                         | 3                               | 1                               |   |         |                |                |                |  |  |                |                |                |
|  | Olympique Morne-á-l'Eau         | 0                               | 0                               |   |         |                |                |                |  |  |                |                |                |
|  | Olympique Morne-á-l'Eau         | 0                               | 0                               |   | Lambada | 1              |                |                |  |  |                |                |                |
|  |                                 |                                 |                                 |   | Lambada | 1              |                |                |  |  |                |                |                |
|  |                                 | Necaxa                          | 4                               |   |         |                |                |                |  |  |                |                |                |
|  | Necaxa                          | Necaxa                          | 4                               | 5 |         |                |                |                |  |  |                |                |                |
|  | Necaxa                          |                                 |                                 | 5 |         |                |                |                |  |  |                |                |                |
|  | CD México                       | 1                               |                                 |   |         |                |                |                |  |  |                |                |                |

### Cuartos de final
| 21 de noviembre de 1993 | Aurora                         | 2:0 | Atlético Marte | Estadio del Ejército, Ciudad de Guatemala |  |
|                         | Oscar Martínez · Jorge Salazar |     |                |                                           |  |

| 12 de diciembre de 1993 | Atlético Marte | 1:2 (Global 1:4) | Aurora                         | Estadio Cuscatlán, San Salvador |  |
|                         | Raúl Calderón  |                  | Jorge Salazar · Oscar Martínez |                                 |  |

| 28 de noviembre de 1993 | Diriangén | 0:1 | Real Maya     | Estadio Colegio La Salle, Diriamba |  |
|                         |           |     | Víctor Zúñiga |                                    |  |

| 4 de diciembre de 1993 | Real Maya                      | 2:0 (Global 3:0) | Diriangén | Estadio Nacional de Tegucigalpa, Tegucigalpa |  |
|                        | Víctor Zúñiga · Edgar Figueroa |                  |           |                                              |  |

| 2 de febrero de 1994 | Lambada | 3:0 | Olympique Morne à-l'Eau | Estadio Nacional de Barbados, Waterford |  |

| 9 de febrero de 1994 | Olympique Morne à-l'Eau | 0:1 (Global 4:0) | Lambada | Estadio René Serge Nabajoth, Guadalupe |  |

| 28 de febrero de 1994                                                                    | CD México       | 1:5 | Necaxa                                                  | California Memorial Stadium, California |  |
|                                                                                          | José Angulo 39' |     | Luis Américo Scatolaro 50' · Ivo Basay · Ricardo Peláez |                                         |  |
| La serie se disputó a un partido ya que el marcador del partido de ida era muy abultado. |                 |     |                                                         |                                         |  |

### Semifinales
| 2 de diciembre de 1994 | Real Maya          | 1:2 (0:1) | Aurora                                    | Miami Orange Bowl, Miami |  |
|                        | Nelson Rosales 62' |           | Roderico Méndez 24' · José Montepeque 87' |                          |  |

| 2 de diciembre de 1994 | Lambada        | 1:4 (0:1) | Necaxa                                                                   | Miami Orange Bowl, Miami |  |
|                        | Steve Mark 63' |           | Manuel Sol 30' · Ivo Basay 58' · Efraín Herrera 79' · Ricardo Peláez 86' |                          |  |

### Tercer lugar
| 4 de diciembre de 1994 | Real Maya                         | 1:0 (1:0) | Lambada | Miami Orange Bowl, Miami |  |
|                        | José Antonio Hernández 44' (pen.) |           |         |                          |  |

### Final
| 4 de diciembre de 1994 | Necaxa                                                 | 3:0 (2:0) | Aurora | Miami Orange Bowl, Miami |  |
|                        | Álex Aguinaga 9' · Manuel Sol 16' · Ricardo Peláez 53' |           |        |                          |  |

|            | POR        | Nicolás Navarro     |     |
|            | DEF        | José María Higareda |     |
|            | DEF        | Eduardo Vilches     |     |
|            | DEF        | Octavio Becerril    |     |
|            | DEF        | Efraín Herrera      |     |
|            | MED        | Manuel Sol          | 57' |
|            | MED        | Gerardo Esquivel    |     |
|            | MED        | Álex Aguinaga       |     |
|            | DEL        | Ricardo Peláez      |     |
|            | DEL        | Ivo Basay           |     |
|            | DEL        | Luis Hernández      | 67' |
| Entrenador | Entrenador | Manuel Lapuente     |     |

|            | POR        | Estrada            |     |
|            | DEF        | René Villavicencio |     |
|            | DEF        | Juan Manuel Dávila |     |
|            | DEF        | Espel              |     |
|            | DEF        | Montepeque         |     |
|            | MED        | Bernárdez          |     |
|            | MED        | Julio Girón        |     |
|            | MED        | Jiménez            |     |
|            | DEL        | Cálix              | 64' |
|            | DEL        | Rochez             |     |
|            | DEL        | Edwin Westphal     |     |
| Entrenador | Entrenador | Jorge Roldán       |     |

|  | DEL | Edson Alvarado      | 57' |
|  | MED | Alberto García Aspe | 67' |

|  | DEL | Guevara | 64' |

| Anotado | 9'  | Álex Aguinaga  | 1:0 |
| Anotado | 16' | Manuel Sol     | 2:0 |
| Anotado | 53' | Ricardo Peláez | 3:0 |

| Árbitro | Desconocido |

|            | POR        | Nicolás Navarro     |     |
|            | DEF        | José María Higareda |     |
|            | DEF        | Eduardo Vilches     |     |
|            | DEF        | Octavio Becerril    |     |
|            | DEF        | Efraín Herrera      |     |
|            | MED        | Manuel Sol          | 57' |
|            | MED        | Gerardo Esquivel    |     |
|            | MED        | Álex Aguinaga       |     |
|            | DEL        | Ricardo Peláez      |     |
|            | DEL        | Ivo Basay           |     |
|            | DEL        | Luis Hernández      | 67' |
| Entrenador | Entrenador | Manuel Lapuente     |     |

|            | POR        | Estrada            |     |
|            | DEF        | René Villavicencio |     |
|            | DEF        | Juan Manuel Dávila |     |
|            | DEF        | Espel              |     |
|            | DEF        | Montepeque         |     |
|            | MED        | Bernárdez          |     |
|            | MED        | Julio Girón        |     |
|            | MED        | Jiménez            |     |
|            | DEL        | Cálix              | 64' |
|            | DEL        | Rochez             |     |
|            | DEL        | Edwin Westphal     |     |
| Entrenador | Entrenador | Jorge Roldán       |     |

|  | DEL | Edson Alvarado      | 57' |
|  | MED | Alberto García Aspe | 67' |

|  | DEL | Guevara | 64' |

| Anotado | 9'  | Álex Aguinaga  | 1:0 |
| Anotado | 16' | Manuel Sol     | 2:0 |
| Anotado | 53' | Ricardo Peláez | 3:0 |

| Árbitro | Desconocido |

| Campeón Necaxa 1° título |